# Browning M2
Browning M2 (hoặc Browning.50 caliber machine gun) là súng máy hạng nặng được thiết kế vào thời điểm cuối Chiến tranh thế giới thứ nhất bởi John Browning. Nó có cấu tạo rất giống với 2 mẫu súng máy hạng nặng khác là Browning M1917 và Browning M1919. M2 Browning dùng loại đạn 12,7x99mm (.50 BMG), còn 2 khẩu súng máy kia dùng loại đạn 7,62x63mm Springfield (.30-06 Springfield).
Từ năm 1933 cho đến nay, hàng chục quốc gia trên thế giới đã mua khẩu súng này từ Hoa Kỳ để trang bị cho quân đội của họ. Nó có nhiều ưu điểm như: dễ sử dụng, dễ nạp đạn, bắn khá chính xác. Mặc dù nó không thể cầm tay, nhưng nó có thể gắn trên bệ chống ba chân, xe jeep, thiết giáp, máy bay, xe tăng, tàu chiến,... M2 Browning rất đa năng, có thể chống bộ binh, các phương tiện cơ giới hạng nhẹ, chống máy bay... Tất nhiên là qua thời gian dài như vậy, loại súng này đã trải qua nhiều cải tiến với nhiều phiên bản khác nhau, những khẩu M2 sử dụng hiện nay không hoàn toàn giống như nguyên bản nữa.

## Các nước sử dụng
- Liên Hợp Quốc
- Afghanistan
- Hoa Kỳ
- Bỉ
- Vương quốc Liên hiệp Anh và Bắc Ireland
- Pháp
- Cộng hòa Miền Nam Việt Nam
- Việt Nam Dân chủ Cộng hòa
- Việt Nam
- Lào
- Campuchia
- New Zealand
- Úc
- Nhật Bản
- Hàn Quốc
- Trung Quốc
- Thái Lan
- Argentina
- Áo
- Brasil
- Canada
- México
- Chi Lê
- Colombia
- Myanmar
- Đan Mạch
- Ecuador
- Phần Lan
- Ethiopia
- Cameroon
- Ấn Độ
- Singapore
- Indonesia
- Đông Timor
- Hungary
- Iran
- Iraq
- Kurdistan thuộc Iraq
- Kurdistan
- Ireland
- Israel
- Liberia
- Libya
- Madagascar
- Somali
- Kuwait
- Luxembourg
- Sierra Leone
- Nam Phi
- Malaysia
- Nicaragua
- Singapore
- Thụy Điển
- Thụy Sĩ
- Ý
- Tây Ban Nha
- Ai Cập
- Đài Loan
- Pakistan
- Panama
- Paraguay
- Peru
- Philippines
- Bồ Đào Nha
- Qatar
- Romania
- Cuba
- Đức
- Tiệp Khắc
- Rhodesia